# Sarcosperma
Genre
Classification phylogénétique

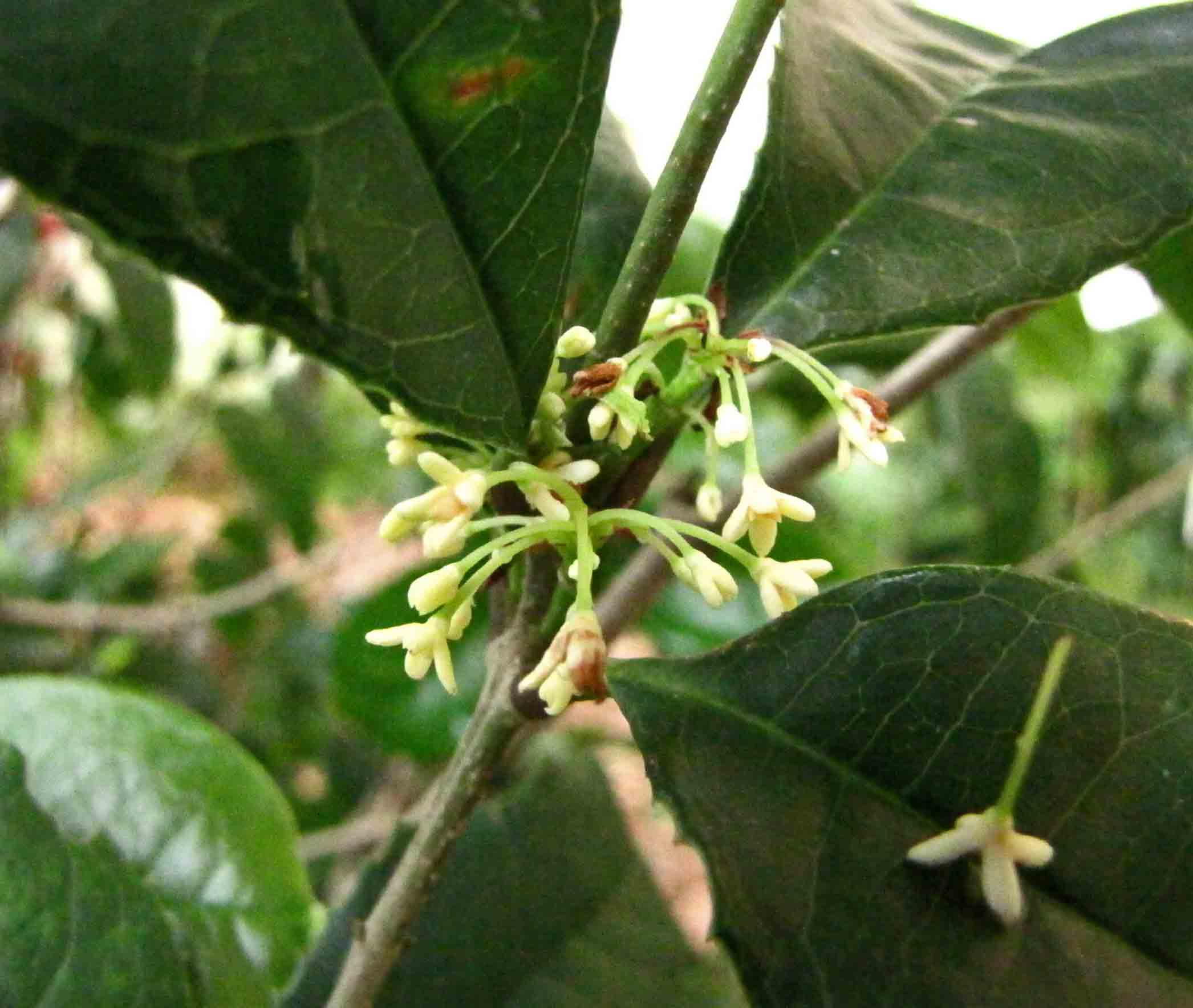
Photographie de Sarcosperma

Sarcosperma est un genre de plantes à fleurs de la famille des Sapotaceae, comptant une vingtaine d'espèces. Ce sont des arbres et des arbustes originaires d'Asie tropicale.

## Synonymes
- Peronia R.Br. ex Wall., Numer. List: 7543 (1832), nom. nud.
- Bracea King, J. Asiat. Soc. Bengal, Pt. 2, Nat. Hist. 38(2): 54 (1896).
- Apoia Merr., Philipp. J. Sci. 17: 605 (1921).

## Quelques espèces
- Sarcosperma affine
- Sarcosperma angustifolium
- Sarcosperma arboreum
- Sarcosperma breviracemosum
- Sarcosperma caudatum
- Sarcosperma griffithii
- Sarcosperma kachinense
- Sarcosperma laurinum (Benth.) Hook. f.
- Sarcosperma paniculatum (King) Stapf. & King, in Hook.f. Icon Pl. 7 (1901)